# 1950. őszi sztrájkhullám Ausztriában
1950 szeptemberében és októberében általános sztrájkhullám (németül: Oktoberstreiks) rázta meg a négyhatalmi megszállás alatt álló Ausztriát. Miután a szakszervezetek, a politikai pártok és a munkaadók között 1947 óta rendszeresen lefolytatott ár- és bértarifa-egyeztetések negyedik fordulója 1950. szeptember 22-én kudarcba fulladt, a felső-ausztriai és bécsi ipari munkavállalók körében sztrájkok robbantak ki, melyeknek irányítását a radikális Kommunista Párt (KPÖ) ragadta magához. Október elején a bécsi általános sztrájkot kísérő zavargások nyomán politikai válság alakult ki. A kommunisták a szovjet megszálló hatalom támogatására számítottak, ennek elmaradása nyomán a sztrájkolók helyzete meggyengült. Az Osztrák Szakszervezeti Szövetség (ÖGB) nyugatbarát vezetése saját aktivistáinak bevetésével, fizikai erőszakot alkalmazva letörte a sztrájkot, amely október 6-án összeomlott. Ezután a Kommunista Párt tagjait tömegesen bocsátották el az ausztriai üzemekből. Az eseményeket a kortárs államhatalom kommunista puccskísérletnek minősítette (Koplenig-puccs, a KPÖ elnökének nevéről), újabb történészi kutatások ezzel ellentmondó értékelésre jutottak.

## Előzmények

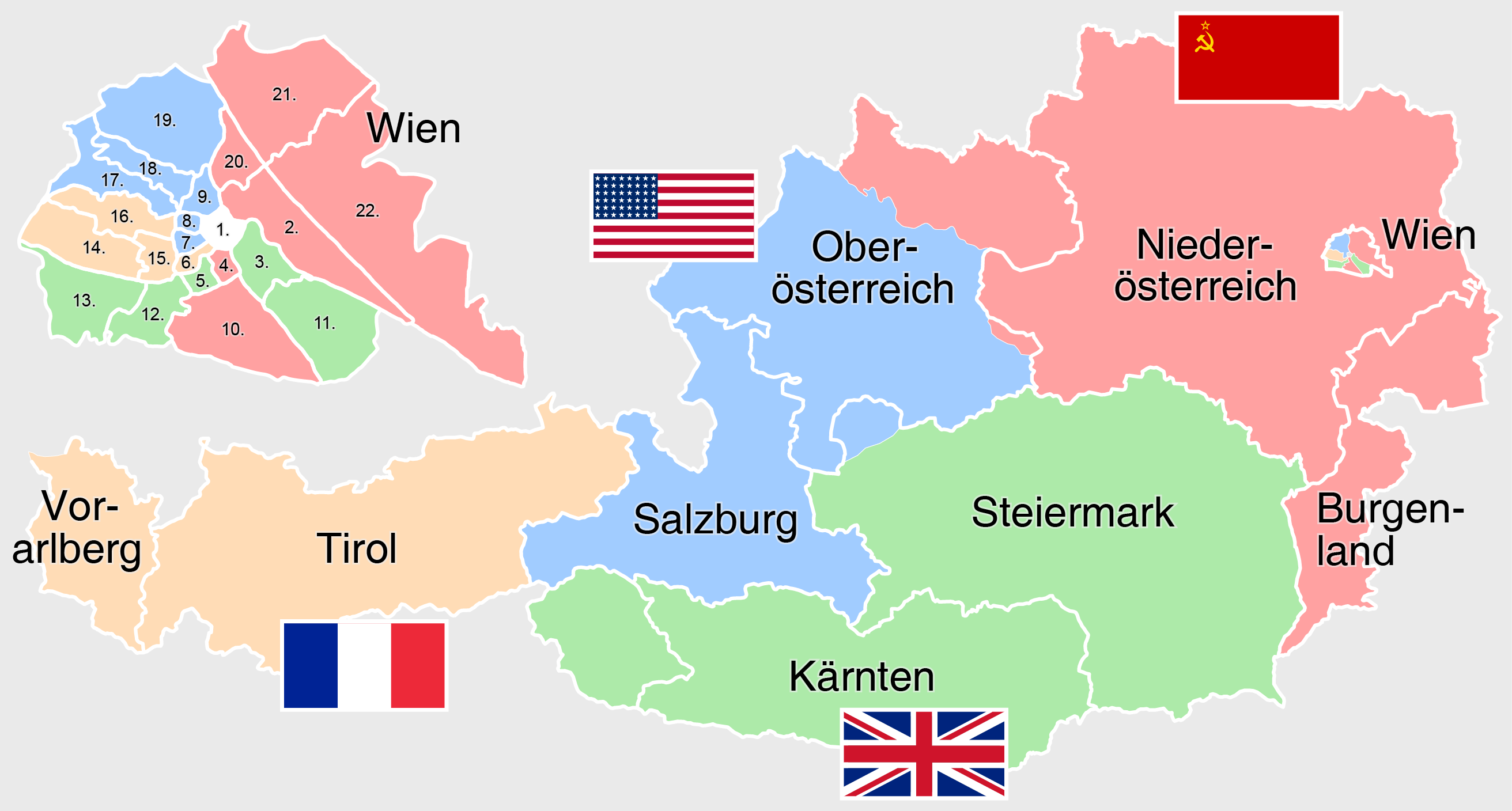
A szövetséges négyhatalmi katonai megszállási zónák Ausztriában és Bécsben (1945). Bécs négy szektora mellett a belvárost közös négyhatalmi egység ellenőrizte.
A négyhatalmi megszállási zónák Ausztriában:
szovjet megszállási zóna
amerikai megszállási zóna
brit megszállási zóna
francia megszállási zóna

A háború utáni Ausztriában 1947–1949 között a politikai pártok, a munkaadók és munkavállalók érdekképviseleti szervezetei valamint a tartományi elöljáróságok és a szövetségi kormányzat egymást követően három ár- és bértarifa-egyezményt dolgoztak ki, hogy segítsék a gazdaság felpörgését, de közben az inflációt is alacsony szinten tartsák. Az egyezményekkel azt kívánták garantálni, hogy az tömegélelmezés termékárai reális mértékben nőhessenek, miközben a dolgozó családok hozzájussanak alapvető létszükségleteikhez. A kormányzat, az államosított vállalatok és a magáncégek alacsony értéken akarták tartani a béreket, hogy tervezett nyereségükhöz hozzájussanak, és ezt beruházásokra fordítsák és az újjáépítést gyorsítsák. A dolgozók érdekképviseletei viszont a bérek vásárlóértékének növelését követelték, hogy a fogyasztás nőhessen.
1950 szeptemberében került sor a ún. negyedik ár- és bértarifa egyezmény (Viertes Lohn-Preis-Abkommen) tárgyalására. Az egyezkedő megbeszélésen elhangzottakat mindvégig titokban tartották. 1950. szeptember 22-én hangzottak el a rádióban az első sarokszámok: Eszerint október 1-jétől a liszt 64%-kal, a cukor 34%-kal, a kenyér 26%-kal drágul. Szeptember 26-án az Osztrák Szakszervezeti Szövetség (ÖGB) is elfogadta a megállapodást.

## Az események lefolyása

### Sztrájkok Felső-Ausztriában (1950 szeptember)
Az ellentételezés nélküli áremelések hírére az ipari központokban tiltakozások és sztrájkok törtek ki. Az első sztrájkot 1950. szeptember 25-én Linzben, a VÖEST acélipari művekben hirdették meg. Az Osztrák Kommunista Párt által dominált üzemi tanácsok és a Függetlenek Szövetsége (Verband der Unabhängigen, VdU) nevű párt – a mai Szabadságpárt elődje – aktivistái üzemi nagygyűlést hívtak össze, és a dolgozók többségi szavazásával egyórás figyelmeztető munkabeszüntetést határoztak el.
A következő napon, szeptember 26-án már egész Ausztria területén sztrájkok kezdődtek, tiltakozásul a szeptember 24-én bejelentett, és október 1-től hatályba lépő áremelések ellen. A sztrájkokban mintegy 120 000 munkás vett részt, ebből körülbelül 40 000-en a Szovjetunió által megszállt zónában, a USIA-vállalatcsoport üzemeiben, amelyek korábban a Német Birodalom tulajdonában álló ausztriai cégek voltak, és elkobzás révén a Szovjetunió tulajdonába mentek át. Linzben mintegy 15 000 tüntető vonult a város főútján át a Felső-Ausztriai Tartományi Gyűlés épülete, a Linzer Landhaus elé. Elérték, hogy a Tartományi Gyűlés húsz képviselőből összeállított delegációt küldött ki hozzájuk, akik biztosították a tüntetőket, hogy ők is elhamarkodottnak tartják az azonnali áremelésekről szóló döntést, és ígéretet tettek, hogy közbenjárnak ennek elhalasztásáért. Felső-Ausztria más ipari központjaiban, Steyrben, Gmundenben, Attnang-Puchheimben, Lenzingben és Nettingsdorfban újabb sztrájkközpontok jöttek létre, itt az Osztrák Posta és a Szövetségi Vasutak dolgozói is csatlakoztak a megmozduláshoz. A végrehajtó hatalom elrendelte a legmagasabb, 4-es fokozatú tartományi riadókészültséget, és a Szövetségi Csendőrség 1000 tagját Linzben vonták össze.
Szeptember 27-én a sztrájk kiszélesedett. Linzben teljesen leállt a tömegközlekedés. A VOEST és az Österreichische Stickstoffwerke AG vegyipari gyár munkásai tömegesen vonultak az Osztrák Munkás- és Alkalmazott Kamara (AK) székháza elé, ahol a Szakszervezeti Szövetség (ÖGB) tartományi vezetői tanácskoztak. A tüntetők szócsöveken át kiabálva követelték a „szégyenletes paktum” azonnali felmondását. A Függetlenek Szövetsége (VdU) által irányított sztrájkbizottság elfoglalta a Kamara székházát, és követelte Heinrich Kandlnak (1875–1968), a Kamara felső-ausztriai elnökének lemondását. Fenyegették, hogy lehajítják az épület ablakából, a megfélemlített Kandl valóban bejelentette lemondását. Ezután a rendőrség és városba vezényelt csendőrök rohamsisakban, feltűzött szuronyokkal vonult ki a helyszínre, de az időközben elsáncolt épületbe nem tudtak behatolni. Késő este a tüntetők szétoszlottak, a feszül helyzet enyhült, a Kamara tisztviselői ellenállás nélkül visszavehették székházukat.
Szeptember 28-án még bizonytalanság uralkodott arról, hogy a szovjet katonai megszálló hatóság támogatja-e a sztrájkmozgalmat vagy sem. Az amerikai katonákat már korábban visszavonták őrhelyeikről, az osztrák csendőrség erre elfoglalta a linzi Nibelung-hídra vezető utakat, hogy megszakítsa az összeköttetést a Dunától északra fekvő szovjet megszállási zónával. Ezzel egyidőben megindult az aktív kormányzati ellenakció. A felső-ausztriai tartományi kormányzat a sajtóban és az összes rádióadón keresztül terjeszteni kezdte, a sztrájk úgymond „politikai árulók (»renegátok«) provokációs célú összeesküvése”. Ekkor már a szakszervezeti szövetség és a kormányzó Szociáldemokrata Párt vezetői nyilvánosan is elhatárolódtak a sztrájkolók akcióitól, és „törvényellenes cselekményekről” kezdtek beszélni.
Miután a tartományi kormányzat és a szakszervezetek is kihátráltak a sztrájkolók mögül, az akció támogatottsága gyorsan lecsökkent. Szeptember 29-ére a sztrájk leállt, a helyzet normalizálódott, a dolgozók egész Felső-Ausztriában felvették a munkát.

### Sztrájkok Bécsben (1950 október)
A következő napon, szeptember 30-án az események súlypontja Felső-Ausztriából áttevődött Bécsbe és a szovjet megszállási zóna területére. Ezen a napon Floridsdorfi Mozdonygyárban megnyílt az üzemi szakszervezeti tanácsok országos értekezlete („Gesamtösterreichische Betriebsratskonferenz”), melyet a munkás érdekképviseleti szervezetek bécsi képviselőinek egy csoportja – elsősorban az Osztrák Kommunista Párt tagjai és aktivistái – hívtak össze. Az értekezlet határozatában ultimátumban szólította fel a kormányt az áremelési határozat visszavonására, ennek elmaradása esetére általános sztrájkot helyezett kilátásba.
Október 1-jén a vitatott ár-bér rendelkezések hatályba léptek. Bécs ipari üzemeit és a városi tömegközlekedést megbénító sztrájkhullám indult el.
Október 4-én a radikalizálódó bécsi sztrájkhullám tetőfokára ért. A sztrájkolók gépjárműre ültetett csoportjai cirkáltak a városban, elzárták a fontos útvonalakat és kereszteződéseket, megpróbálták teljesen megbénítani a városi tömegközlekedést. A villamosok nem jártak, mert a vágányokat kavics- és törmelékhalmokkal zárták el, a váltókat betonnal öntötték ki. Az üzemekbe behatoló sztrájkolók megakadályozták, hogy a sztrájkban részt nem vevő dolgozók és a kívülről hozott sztrájktörők felvehessék a munkát. A brit és amerikai zónákban a kormány bevetette ellenük a karhatalmat, sőt a tiszti iskolásokat is kivezényelték az utcára. A szovjet zónában azonban a kormány nem küldhetett be megerősített rendőri egységeket, mert a szovjet katonai hatóság beavatkozást helyezett kilátásba.
Ezt látva Franz Olah (1910–2009), az osztrák építő- és faipari munkások szakszervezetének – az ÖGB egyik legnagyobb tagszervezetének – vezetője, aki kiváló személyi kapcsolatokat ápolt az amerikai megszálló hatósággal, a sztrájk erőszakos leverését határozta el. Teherautókat szerzett, és saját szakszervezeti tagságából husángokkal felfegyverzett verőbrigádokat toborzott, mondván: a sztrájkolókkal szemben a szovjet zónában is „kellő ütőerőt kell kiállítanunk”. Október 5-én a gépesített sztrájktörő munkáscsoportokat beküldte a szovjet zónába. A szervezett akcióbrigádok komoly verekedésektől sem visszariadva elfoglalták a közlekedési csomópontokat, majd üzemről üzemre haladva elkergették sztrájkolók embereit, lehetővé téve a tömegközlekedés és az ipari munka újraindulását. A szovjet megszálló hatóság nem avatkozott be kommunista elvtársaik oldalán, Johann Koplenignek, a Kommunista Párt elnökének többszöri sürgetésére sem. Egyes történészek (köztük Peter Autengruber, a Bécsi Egyetem tanára) szerint Olah durva akciója már szükségtelen volt, mert október 5-ére már világossá vált, hogy a sztrájkolók ekkorra már elszigetelődtek, és tömegtámogatás hiányában a sztrájk összeomlóban volt.
Október 5-én Felső-Ausztriában, Steyr városában még egy utolsó elszigetelt akcióra került sor. Tiltakozó tüntetés zajlott le, 5000 dolgozó részvételével, de a vitatott ár-bér-megállapodás hatályba lépése nyomán az ellentételezés nélküli áremeléseket ekkor már több napja alkalmazták a gazdaságban és kereskedelemben.

### A sztrájktól megbénított üzemek
Az szeptember–októberi sztrájkokban az alábbi üzemek munkásai vettek részt:
- VÖEST vasipari vállalat, Linz
- Linzer Stickstoffwerke, műtrágyagyár (ma: Agrolinz Melamine International), Linz
- Elektrizitäts- und Straßenbahn-Gesellschaft, ESG (elektromos művek és villamosközlekedés), Linz (ma: Linz AG)
- Steyr Daimler Puch, Steyr, Felső-Ausztria
- Osztrák Szövetségi Vasutak (ÖBB)
- Osztrák Posta
- Lenzing AG, Lenzing, Felső-Ausztria (műszál, farostlemez gyártás)
- Wolfsegg-Traunthaler Kohlenwerks AG (WTK), Hausruck, Eberschwang, Felső-Ausztria, barnaszénbányák
- Aluminiumwerke Ranshofen, Braunau am Inn, Felső-Ausztria (ma: Austria Metall AG)
- Papierfabrik Nettingsdorf, Ansfelden, papírgyár
- a Voestalpine donawitzi kohászati üzeme, Leoben, Stájerország
- Waagner-Biro kohászati és fémipari művek, Graz
- Simmering-Graz-Pauker, Graz (ma: Siemens Mobility AG), kazán-, motor- és járműgyár
- Andritz AG, Graz (gépszerelő és gyárépítő vállalat)

### A sztrájk vége
Október 6-án az üzemi szakszervezeti tanácsok országos értekezlete (Gesamtösterreichische Betriebsrätekonferenz) úgy döntött, hogy lefújják a sztrájkot. Közvetlenül ezután az Osztrák Szakszervezeti Szövetségen belül radikális politikai tisztogatás kezdődött. A sztrájkot szervező összes tisztviselő és vezető kilétét kinyomozták, és valamennyiüket eltávolították a szakszervezetből, köztük Gottlieb Fialát, az ÖGB alapítóját és alelnökét, a Szakszervezeti Világszövetség (franciául: Fédération syndicale mondiale) főtisztviselőjét is. A kommunista párthoz tartozó összes szakszervezeti vezetőt megfosztották funkciójától. Mintegy 80 kommunista szakszervezeti funkcionáriust a munkahelyéről is eltávolítottak.
A sztrájk leverésében kulcsszerepet játszó ágazati szakszervezeti vezető, Franz Olah 1955-ben az ÖGB alelnöke, 1959-től annak elnöke lett, majd 1963–64 között Ausztria szövetségi belügyminisztere lett két ÖVP–SPÖ nagykoalíciós kormányban (Alfons Gorbach kancellár második és Josef Klaus kancellár első kabinetjében).

### Az események politikai minősítése
A történéseket minden politikai csoport a saját érdekei alapján minősítette (és minősíti napjainkig). A Bécsben zajló sztrájkokat elsősorban a USIA-csoport gyárainak üzemi tanácsai szervezték. (Ezek eredetileg német tulajdonú, de a Szovjetunió által elkobzott vállalatok voltak). Velük tartott több, a nyugati megszállási zónákban működő vállalat kommunista vezetésű üzemi tanácsa is. A sztrájkolók erős támogatást kaptak a nemrégen megalakult Függetlenek Szövetsége (Verband der Unabhängigen, VdU) nevű jobboldali gyűjtőpárttól, amelynek tagságát főleg a győztes államok által hazájukból elüldözött külhoni osztrák és német dolgozók (Heimatvertriebene) adták, akiket a korabeli SPÖ-propaganda egyszerűen „egykori nemzetiszocialistáknak” minősített.
A kortárs kormányzati nyelvezet szerint az októberi sztrájkok mögött az Osztrák Kommunista Párt állt, amely erőszakos puccsot kísérelt meg. Az Osztrák Szakszervezeti Szövetség (ÖGB) – a sztrájk leverése és a kommunista szakszervezeti tisztségviselők kizárása után – következetesen azt az álláspontot képviselte, hogy a sztrájk szervezőinek valódi célja az volt, hogy az ÖGB-t az Osztrák Kommunista Párt irányítása alá vonják, és Ausztriában egy kommunista vezetésű kormányt segítsenek hatalomra annak ellenére, hogy az Osztrák Kommunista Párt a szavazatok alig 5%-át tudhatta magáénak. Viktor Matejka író, bécsi kommunista kultúrpolitikus (1901–1993) nyilatkozata szerint arra az esetre, ha sztrájkkal a Kommunista Párt átütő politikai sikert ért volna el, akkor Josef Dobretsberger grazi egyetemi tanárt (1903–1970), az Ausztriai Demokratikus Unió elnökét javasolták volna új szövetségi kancellárnak. Matejka azonban azt is hangsúlyozta, hogy az Osztrák Kommunista Párt és a Szovjet Kommunista Párt moszkvai Központi Bizottsága között valószínűleg nézetkülönbség állt fenn, mert ebben az időszakban a Szovjetuniónak nem állt érdekében, hogy Ausztria keleti zónájában kommunista hatalomátvétel menjen végbe. Ez ugyanis szükségszerűen kiváltotta volna Ausztria nyugati megszállási zónáinak összevonását és a NATÓ-ba integrálását. A szovjet politikai vezetés ebben az időben Ausztria semlegességének megerősítésén dolgozott, hogy ezt az éppen (1949-ben) megalakult Nyugat-Németország számára példaként állíthassa. (Ez a szovjet törekvés kudarcot vallott, 1955. május 6-án az NSZK-t felvették a NATÓ-ba és egy héttel később, május 14-én megalakult a Varsói Szerződés is).
Az Osztrák Kommunista Párt vezetősége az első perctől mindmáig erőteljesen tagadja, hogy államcsínyre készült volna. Elismerik az ÖKP-nek azt a szándékát, a gazdasági krízishelyzetet kihasználva visszanyerje a lakosság körében meggyengült támogatását. Tagadják azonban, hogy ezt egy olyan kormányzati hatalomátvétel kísérletével kötötték volna össze, melynek egyetlen objektív feltétele sem volt adott. A korszakot kutató történészek is egyre erősebben vitatják, hogy a sztrájkok mögött egy kormányzati hatalomátvétel terve állt volna. 2015-ben az Osztrák Szakszervezeti Szövetség (ÖGB) is – miután fél évszázadon át propagandájában sikerrel hangoztatta a kommunista „Koplenig-puccs” megismétlődésének veszélyét – felülvizsgálta az 1950 októberi sztrájkokról vallott nézeteit. Az 1950-ben megbélyegzett és kizárt tisztviselőket (65 év elteltével) rehabilitálták. Az ÖGB 2015 óta hangoztatott új álláspontja szerint „mai történelmi ismereteink szerint elvetjük azt az állítást, hogy az 1950 októberi sztrájkok idején kommunista puccskísérlet zajlott volna.”